# Mariano Granados Aguirre
Mariano Granados Aguirre (Soria, 6 de abril de 1897-Ciudad de México, 5 de octubre de 1972) fue un escritor, periodista y magistrado español. Es conocido por su trabajo en la prensa soriana (fundador y director de La Voz de Soria), por su apoyo a la Segunda República (fundador del Ateneo de Soria, miembro del Comité provincial en 1931, militante de Izquierda Republicana) y por ser magistrado del Tribunal Supremo (1936). En 1939 se exilió a Francia, y luego a México, donde permanecería hasta su muerte en 1972.